# Spoorlijn Amsterdam - Haarlem

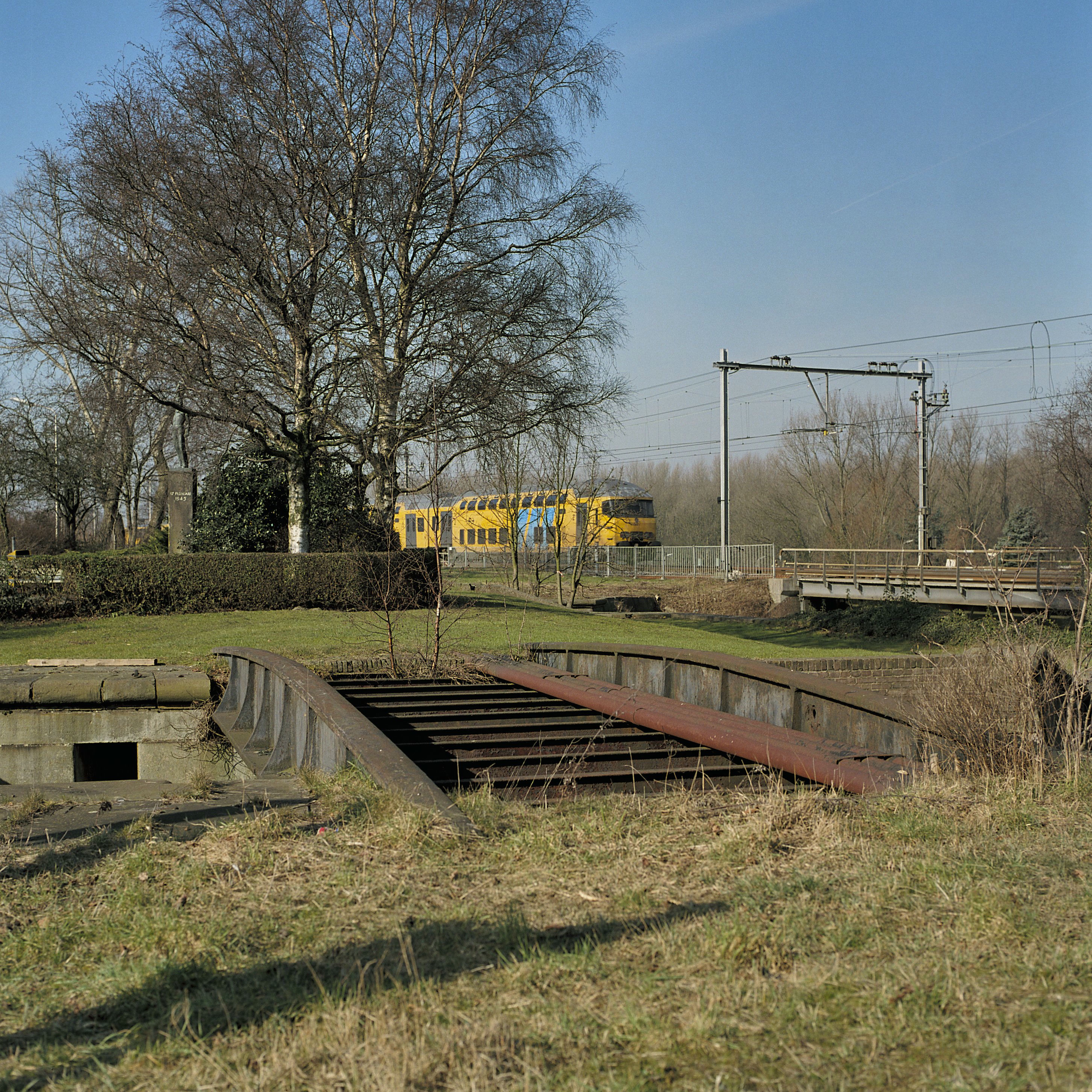
Oude ijzeren spoorbrug uit 1868 over de oostelijke sluis bij Halfweg, een rijksmonument.

De spoorlijn Amsterdam – Haarlem werd geopend op 20 september 1839 en was daarmee de eerste Nederlandse spoorlijn. De in 1837 opgerichte Hollandsche IJzeren Spoorweg-Maatschappij (HIJSM) legde de lijn aan en exploiteerde de treindienst.

## De spoorlijn
De spoorlijn begon bij station d'Eenhonderd Roe net buiten Amsterdam, en werd geheel evenwijdig aan de bestaande Haarlemmertrekvaart aangelegd. De treindienst vormde dan ook een directe concurrent van de bestaande trekschuit. In de jaren 1842-1847 werd de spoorlijn verlengd naar Leiden – Den Haag – Rotterdam. Deze lijn wordt nog altijd aangeduid als de Oude Lijn.
Aanvankelijk was de spoorlijn uitgevoerd in breedspoor, met een spoorwijdte van 1.945 mm. In 1865 werd het spoor versmald tot normaalspoor (1.435 mm). De spoorlijn werd geëlektrificeerd in 1927. Hier werd een afwijkend type bovenleidingportaal toegepast, het vlinderportaal. In 1989 werden deze markante portalen vervangen door een standaardmodel.
Tot de uitbreiding van de Schiphollijn met de Westelijke tak van de Amsterdamse Ringspoorbaan tussen Sloterdijk en Schiphol in 1986 ging het meeste treinverkeer tussen Amsterdam, Den Haag en Rotterdam via Haarlem en Leiden. Sindsdien was er een tweede belangrijke route, niet via Haarlem, maar nog wel via Leiden en Den Haag. Later kwam er nog het HSL-traject Schiphol-Rotterdam bij, dat niet via Leiden en Den Haag loopt, met ook de internationale treinen naar Brussel, Parijs en Londen. Desondanks is de oudste spoorlijn van Nederland nog steeds een van de belangrijkste lijnen in Holland en vervult na meer dan 180 jaar nog steeds de rol van verbinding van Amsterdam naar Haarlem en omgeving met een intensieve treindienst van minimaal zes treinen per uur.

## Amsterdam
Omdat er nog problemen waren met de grondaankoop op Amsterdams grondgebied, werd in 1839 het eerste station gebouwd op het grondgebied van de gemeente Sloten. Het station d'Eenhonderd Roe kwam te liggen tegenover de herberg met zelfde naam. Pas drie jaar later, in 1842, kon het geplande eindpunt, station Willemspoort tegenover de gelijknamige, uit 1840 daterende, poort in gebruik worden genomen.
In Amsterdam kwam in 1878 de verlenging tot stand naar het station Droogbak. In 1889 werd dit vervangen door het Centraal Station. Op de plaats van het afgebroken station Willemspoort werd in 1886 het Westerpark aangelegd.
In Sloterdijk werd in 1890 een halte geopend. Deze werd gesloten in 1905. In 1956 kwam een nieuwe zogenaamde voorstadshalte tot stand in verband met de bouw van de nieuwe westelijke stadsuitbreidingen. In 1985 werd de spoorlijn tussen het Westerpark en Geuzenveld naar het noorden verlegd. Ook het station Sloterdijk werd verplaatst naar de huidige locatie.

## Halfweg
Met de opening van de spoorlijn in 1839 werd in Halfweg een halte geopend. Deze werd gesloten in 1927, bij de elektrificatie van de spoorlijn. Het uit 1876 daterende stationsgebouw werd in 1941 afgebroken. In december 2012 opende iets ten oosten van de vroegere locatie van het station de nieuwe halte Halfweg-Zwanenburg, zodat Halfweg na 84 jaar weer per trein bereikbaar werd.
In Halfweg werd de spoorlijn in 1916 iets naar het noorden verlegd. De oudste spoorbrugjes over de uitwateringssluizen kwamen buiten gebruik, maar bleven wel liggen. Een exemplaar kwam in 1989 terecht in het Nederlands Spoorwegmuseum te Utrecht, een ander exemplaar uit 1868 is nog steeds op de oorspronkelijke locatie uit 1839 te bewonderen.
De gietijzeren brugdelen dateren uit 1865; voordien lagen er houten brugdelen.

## Haarlem

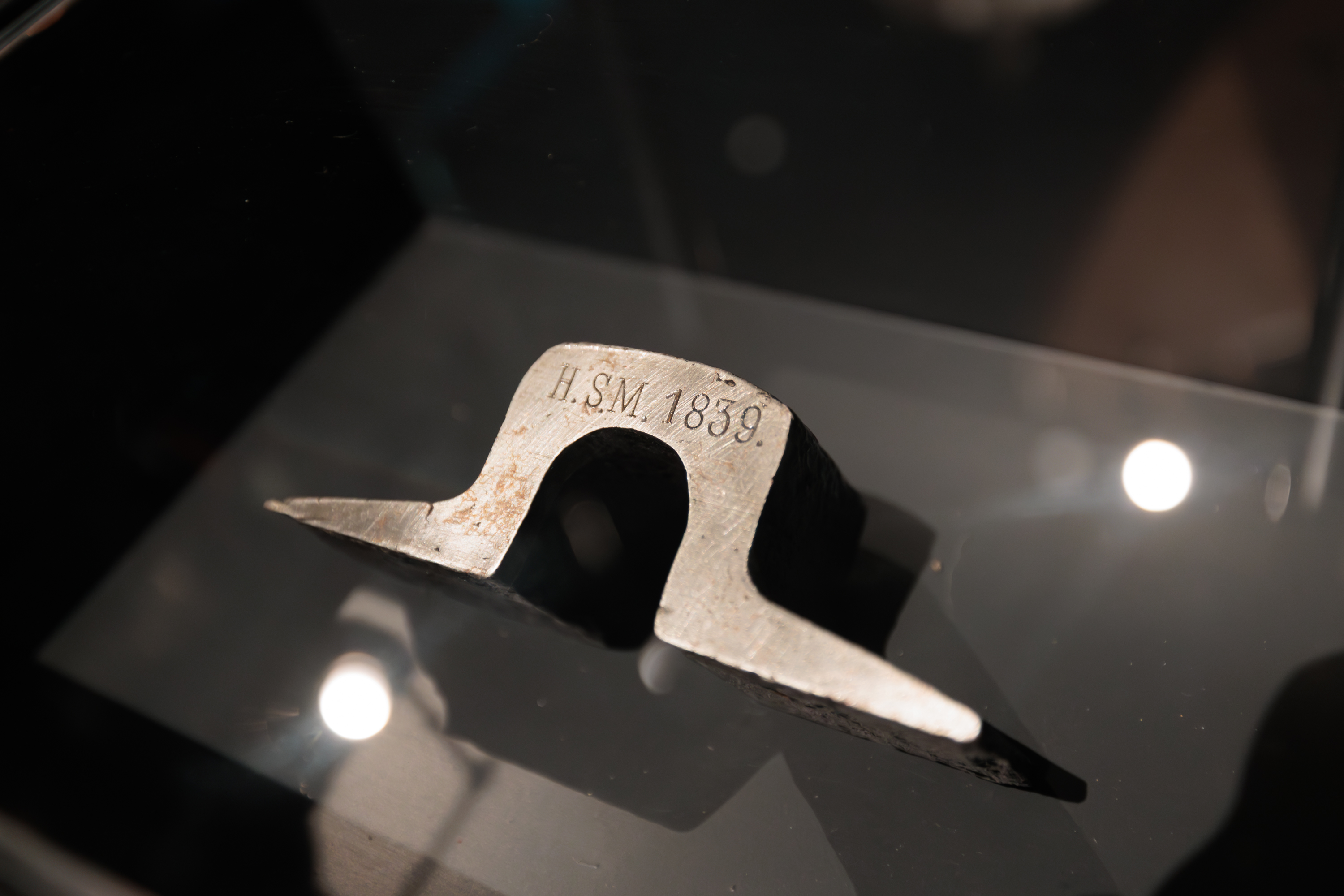
Stukje originele spoorstaaf afkomstig van de brug over het Spaarne in Haarlem.

In Haarlem kwam het station juist buiten de Amsterdamse Poort te liggen. Op deze plaats bevindt zich nu het terrein van de Hoofdwerkplaats van de Nederlandse Spoorwegen. Het Haarlemse station werd in 1842 verplaatst naar de huidige locatie aan de noordkant van de Binnenstad. Toen kwam ook de overbrugging van het Spaarne in gebruik. Het is een van de weinige 19e-eeuwse stations die binnen de 17e-eeuwse omwalling werd gelegd.
Aan de oostkant van Haarlem werd in 1998 de nieuwe halte Haarlem Spaarnwoude geopend.